# Internationale Dag van het Albinisme
De Internationale Dag van het Albinisme (International Albinism Awareness Day; IAAD) is een door de Verenigde Naties ingestelde dag waarop aandacht wordt besteed aan de mensenrechten van mensen met albinisme.

## Geschiedenis
Rond het midden van de jaren 2000 kwam uit rapporten een toenemend aantal gewelddadige aanvallen op en moorden op mensen met albinisme in Tanzania naar buiten. Over de lichamen van mensen met albinisme ging het verhaal dat ze magische krachten zouden hebben, wat voor criminelen een reden was om mensen met albinisme te offeren in occulte rituelen. Tot 2015 werden meer dan 70 mensen met albinisme vermoord en nog een groter aantal verwond. Hierop begonnen de Tanzania Albinism Society (TAS) en andere ngo's campagnes voor mensenrechten. TAS vierde de eerste albinodag op 4 mei 2006. Sinds 2009 geldt het als de Nationale Albinodag in Tanzania, later hernoemd naar de Nationale Albinismedag.
Op 13 juni 2013 kwam een resolutie in de Mensenrechtenraad van de Verenigde Naties die opriep de rechten van mensen met albinisme te beschermen. In enkele stappen riep de Algemene Vergadering van de Verenigde Naties uiteindelijk op 18 december 2014 de dag 13 juni per 2015 uit tot Internationale dag van het Albinisme.

## Jaarlijkse thema's
Jaarlijks wordt er aan de dag een thema verbonden. Tot nu toe waren dat (vertaald) de volgende:
| Jaar | Thema                                                      |
| ---- | ---------------------------------------------------------- |
| 2016 | Vier diversiteit; bevorder inclusie; bescherm onze rechten |
| 2017 | Vooruitgang met hernieuwde hoop                            |
| 2018 | We schijnen ons licht naar de wereld                       |
| 2019 | We staan nog steeds sterk                                  |
| 2020 | We zijn gemaakt om te schitteren                           |
| 2021 | Kracht boven alle verwachting in                           |
| 2022 | Verenigd in het laten horen van onze stem                  |
| 2023 | Inclusie is kracht                                         |